# Mea Culpa (film)
Mea Culpa är en amerikansk kriminal-dramafilm som hade premiär på Netflix den 23 februari 2024. Filmen är regisserad av Tyler Perry, som också skrivit filmens manus.

## Handling
Filmen kretsar kring en försvarsadvokat som tar sig an ett fall med en förförisk konstnär som anklagas för att ha mördat sin flickvän. Allt är inte vad det verkar, och i jakten efter sanning finner han att alla är skyldiga till något.

## Rollista (i urval)
- Kelly Rowland
- Trevante Rhodes
- Nick Sagar
- Sean Sagar
- Kerry O'Malley
- Azalia Hawthorne
- RonReaco Lee